# بارگشتال
بارگشتال (به آلمانی: Bargstall) یک شهر در آلمان است که در رندسبورگ-اکرنفورده واقع شده‌است.
 بارگشتال  ۱۶۴ نفر جمعیت دارد.